# پرویز سیار
پرویز سیار (زاده ۱۵ اردیبهشت ۱۳۱۷ - تهران) داور سابق، کارشناس داوری فوتبال و پزشک اهل ایران است.
وی داوری را از کشور آلمان آغاز کرده و سپس از سال ۱۳۵۴ در جام تخت جمشید ایران و جام باشگاه‌های تهران  داوری را ادامه داد.
سیار دانش‌آموخته رشته پزشکی عمومی از دانشگاه شهر ارلانگن (دانشگاه ارلانگن-نورنبرگ) و دوره جراحی عمومی و تروماتولوژی از کلینیک جراحی شهر ازنابروگ آلمان است.

## شهرآورد تهران
پرویز سیار کمک داور  [[شهرآورد دوستانه و 
نیمه تمام تهران بزرگداشت علی دانایی فرد|دربی بزرگ تهران]] بوده است
| سه بازی که کمک داور بوده است |              |                        |                                            |
| دربی                         | تاریخ        | نتیجه بازی             | گروه داوری                                 |
| شماره ۲۲                     | ۲۵ آبان ۱۳۵۸ | استقلال ۱ - پرسپولیس ۰ | هروس باغومیان -- حسین دشتگرد -- پرویز سیار |

منبع  